# Lysia Bernardes
Lysia Maria Cavalcanti Bernardes (Rio de Janeiro 9 de setembro de 1924 - Araruama, 8 de agosto de 1991), foi uma geógrafa, professora e pesquisadora brasileira. Se destacou por seus estudos na área de Geografia Urbana, estudando principalmente o fenômeno das metrópoles e o seu impacto nas regiões de entorno; o Grande Rio foi seu principal objeto de estudo. Estes estudos foram usados para possibilitar a criação das "Regiões Metropolitanas" brasileiras e do "Novo Estado do Rio de Janeiro", resultado da fusão dos estado da Guanabara com o antigo estado do Rio de Janeiro, em 1975.

## Biografia
Filha de Nelson Marcos Cavalcanti e Maria Eugênia Cavalcanti. Em 1944, aos 20 anos de idade, Lysia Bernardes se formou no curso de Geografia e História pela então Faculdade Nacional de Filosofia da Universidade do Brasil, atual Universidade Federal do Rio de Janeiro (UFRJ).
No mesmo ano em que se formou, passou a integrar o Instituto Brasileiro de Geografia e Estatística, onde ficaria até o ano de 1968. Depois disto passaria para o Instituto de Pesquisa Econômica Aplicada (Ipea), do Ministério do Planejamento, ficando até 1974.
Ao mesmo tempo em que exercia cargos técnicos em outras instituições, Lysia também trabalhou como acadêmica na Universidade Federal do Rio de Janeiro (UFRJ), na condição de professora na graduação e pós-graduação desta universidade, entre 1959 e 1977.
Lysia Bernardes, devido aos seus conhecimentos na área, atuou como consultora  nas primeiras iniciativas do processo de  criação das Regiões Metropolitanas brasileiras; elaborando diferentes documentos encomendados por órgãos públicos.
Estando definidas as Regiões Metropolitanas, Lysia Bernardes passou a fazer parte Comissão Nacional de Regiões Metropolitanas e Política Urbana (CNPU), criada em 1974 pelo governo federal para organizá-las dando apoio técnico e financeiro; tal comissão também envolveu-se no processo de criação do "Novo Estado do Rio de Janeiro", resultado da fusão dos estado da Guanabara com o antigo estado do Rio de Janeiro, em 1975.
Uma vez tendo sido criado o "Novo Estado do Rio de Janeiro", Lysia Bernardes é nomeada por Floriano Peixoto Faria Lima, que era o governador, para o cargo de superintendente para comandar a Superintendência de Planejamento do Estado do Rio de Janeiro SECPLAN. Uma vez no cargo, Lysia ajudou no planejamento urbano e regional do novo estado criado. Também esteve vinculada a Fundação para o Desenvolvimento do Estado do Rio de Janeiro (FIDERJ). Em 1977, juntamente com Marcello de Ipanema e outros, ela passou a integrar o Conselho Estadual de Tombamento, órgão ligado a preservação do patrimônio histórico do estado do Rio.
Em razão de suas atividades e contribuições desenvolvidas por conta do cargo técnico que possuía no Governo, Lysia Bernardes algumas vezes foi incompreendida por alguns colegas de profissão, imputando-lhe sem argumentos contundentes a pecha de que ela seria uma simpatizante do Regime Militar implantado no país em 1964.
Com a Redemocratização do Brasil, em 1985, Lysia retorna ao Governo Federal, assumindo a Superintendência da Secretaria Especial da Região Sudeste (SERSE), órgão
do Ministério do Interior (MINTER).
Lysia Bernardes ainda foi presidente eleita da Associação dos Geógrafos Brasileiros (AGB), em 1965; foi também membro-fundadora da Associação de Moradores de Laranjeiras, bairro onde ela e sua família residiram no Rio de Janeiro.
Nos últimos anos de vida Lysia Bernardes dava consultoria aos Planos Diretores das cidades de Cabo Frio, Arraial do Cabo, Campos dos Goytacazes e Nova Iguaçu.
Foi casada com o geógrafo Nilo Bernardes, que durante mais de 30 anos trabalhou no Instituto Brasileiro de Geografia e Estatística (IBGE), desenvolvendo pesquisas sobre a geografia agrária. O casal se conheceram ainda no Conselho Nacional de Geografia (CNG) e participaram, juntos ou em equipes separadas, das pioneiras excursões para levantamento de campo daquela instituição. Casaram-se em 1948.
Lysia Bernardes faleceu em 1991, na véspera de um final de semana, vitima de um acidente de automóvel durante a noite no município de Araruama, na Rodovia Amaral Peixoto, quando ia pra sua casa de veraneio no município de Cabo Frio; no mesmo acidente também viria a falecer seu esposo Nilo Bernardes. Ambos foram sepultados no Cemitério São João Batista, no Rio de Janeiro.

## Homenagem
Em memória de Lysia, o Centro Integrado de Educação Pública, localizado no bairro Aquariús, em Tamoios, 2º distrito do município de Cabo Frio, passou a ser denominado como Ciep Brizolão 331 - Lysia Bernardes.